# Camponotus cervicalis
Camponotus cervicalis är en myrart som beskrevs av Julius Roger 1863. Camponotus cervicalis ingår i släktet hästmyror, och familjen myror.

## Underarter
Arten delas in i följande underarter:
- C. c. cervicalis
- C. c. gaullei

## Bildgalleri

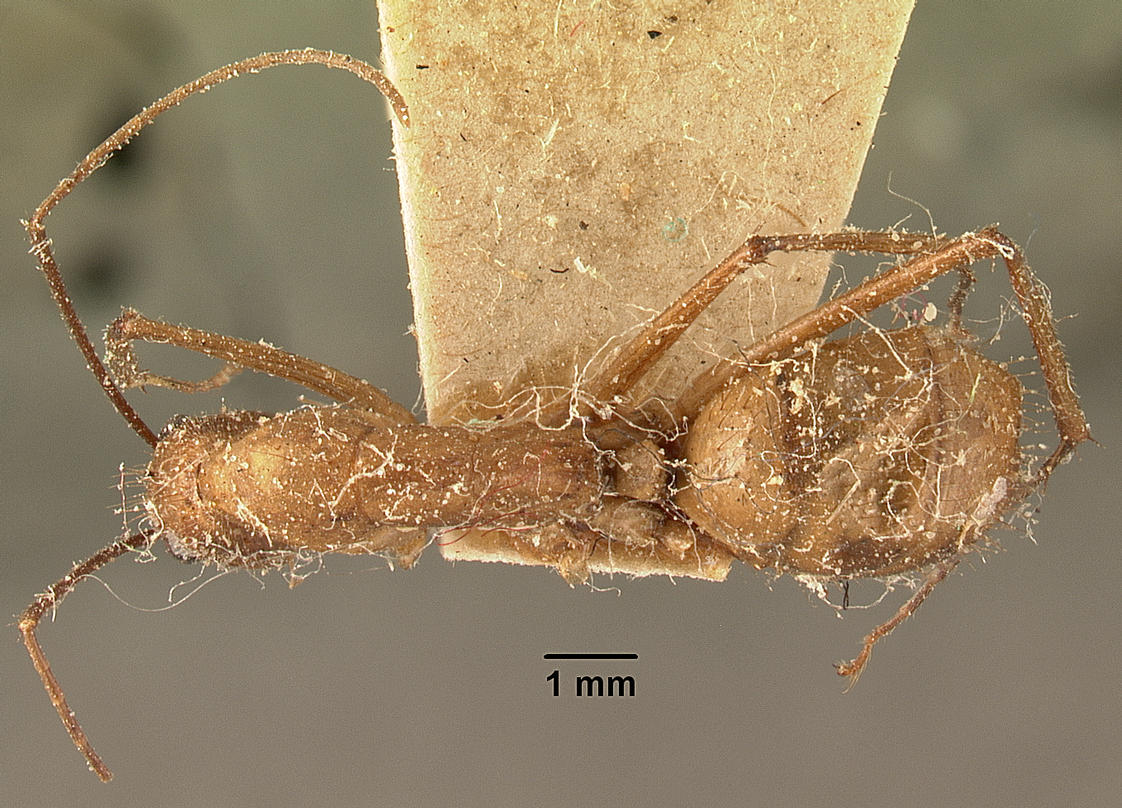
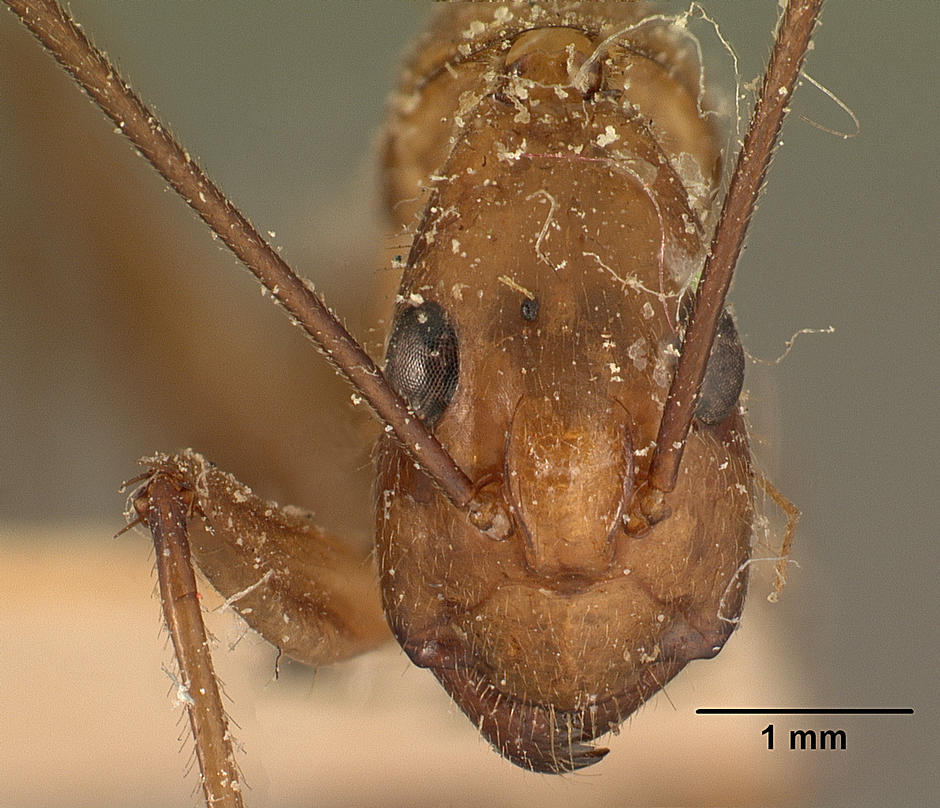
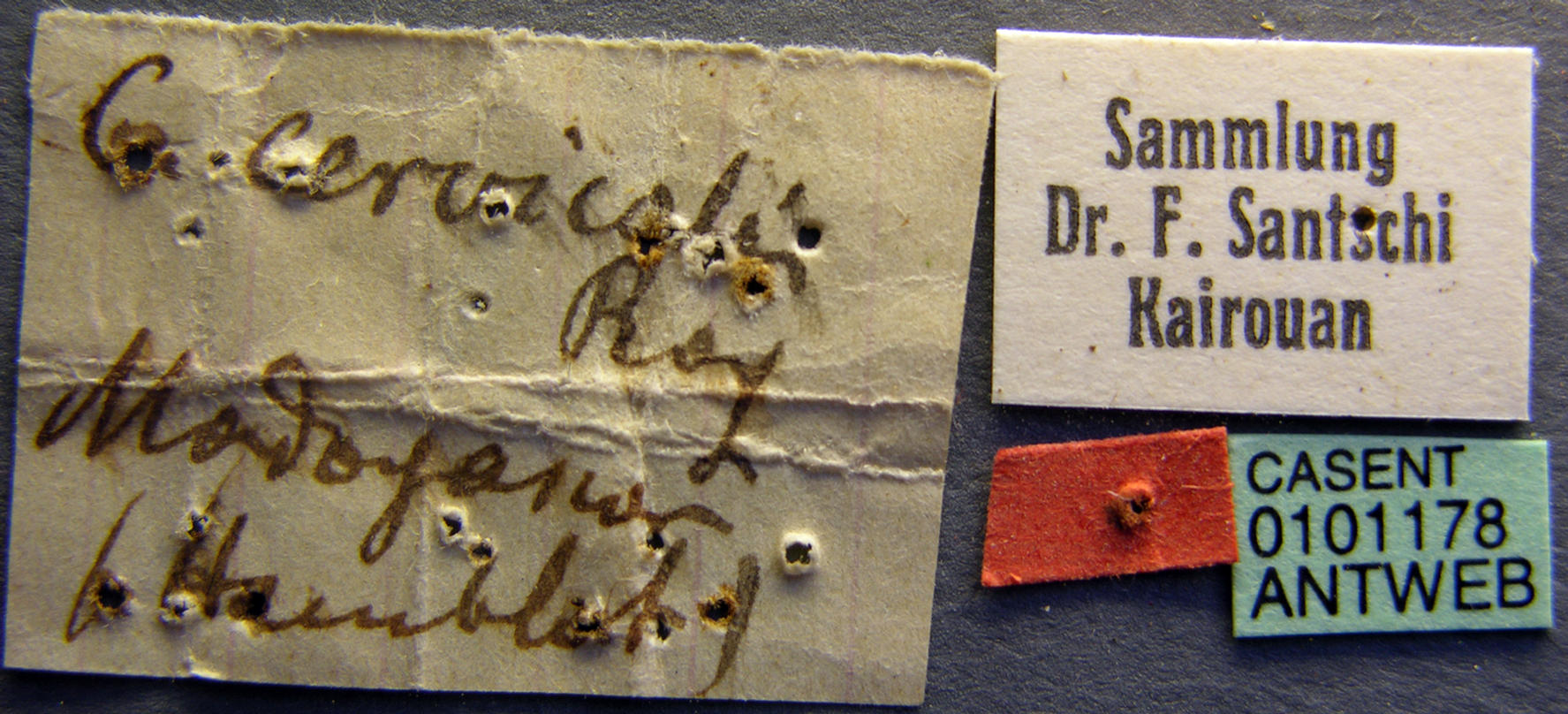
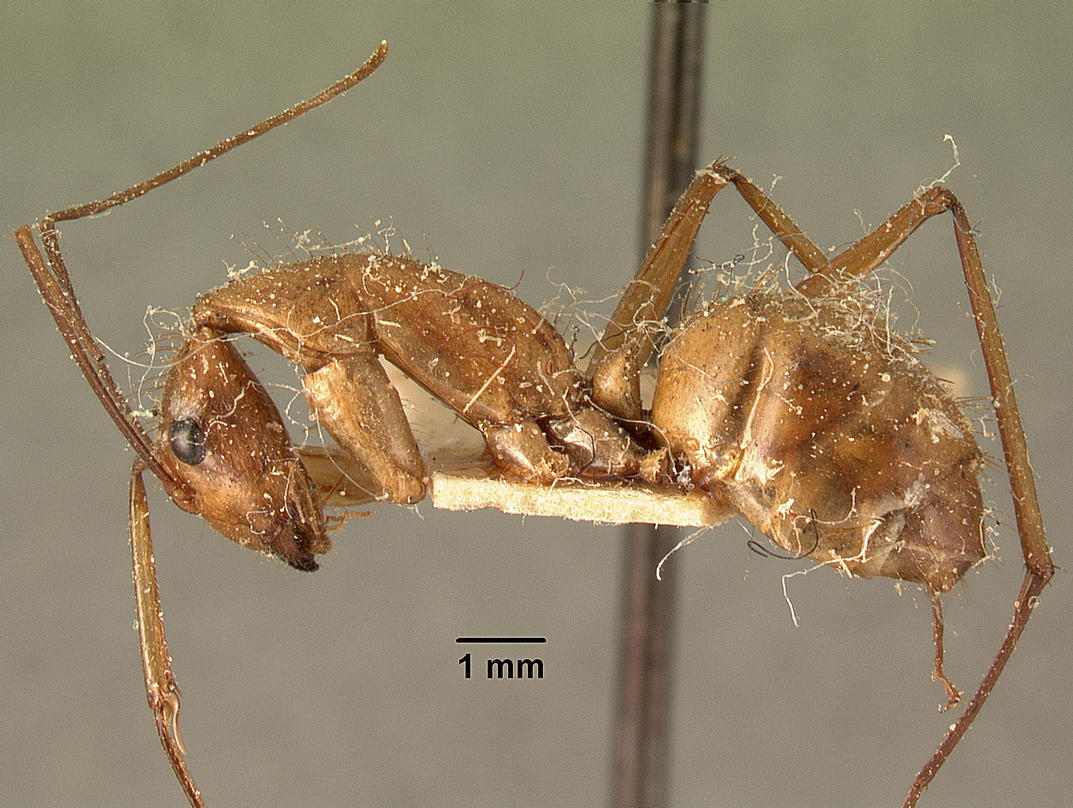
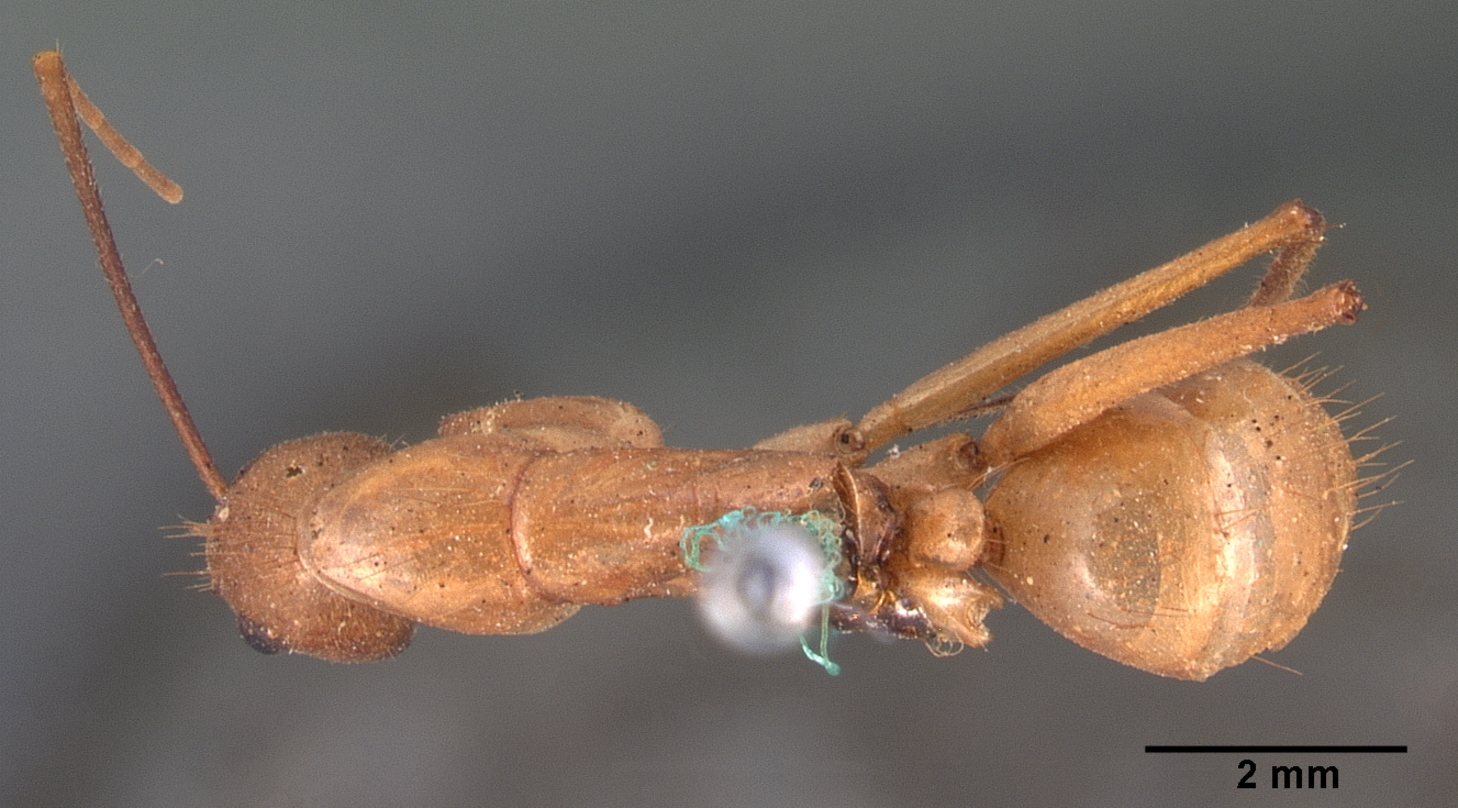
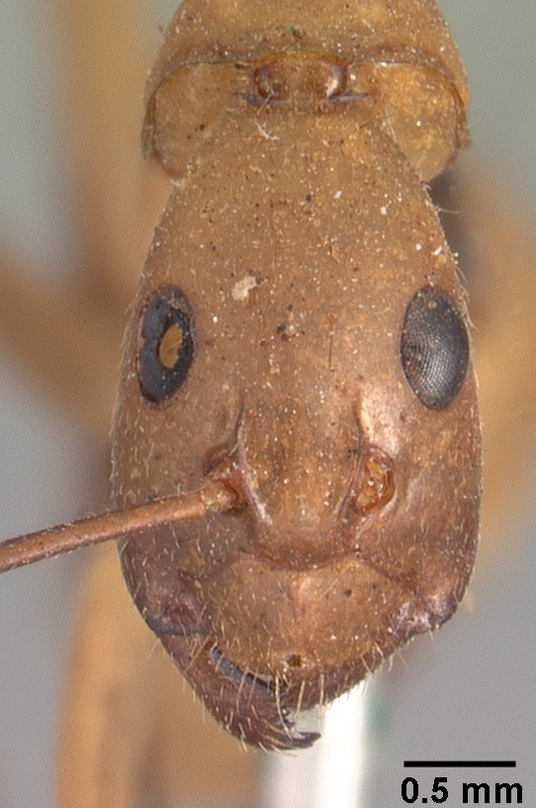